# Mas dels Frares (la Febró)
El Mas dels Frares és un mas protegit com a bé cultural d'interès local al terme municipal de la Febró (Baix Camp). És el mas més conegut i vistent del terme de la Febró, aïllat a l'alt de la serra de la Mussara, dominant a ponent el naixement del riu Siurana. Edifici de planta rectangular, amb dues plantes, baixa i primer pis, coberta de teules àrabs de quatre vessants i mansardes, disposades simètricament. Les parets de tanca exterior són de paredat d'obra vista. La composició dels buits de les quatre façanes és simètrica i ordenada respecte a l'eix central. Ja esmentat al segle xvi, va pertànyer a la Granja d'Escaladei i va ser restaurat per Evarist Fàbregas i es va integrar al campament militar de los Castilejos. Pertanyia a l'Orde de la Cartoixa d'Escaladei. Segurament fou abandonat el 1835 i, després de diversos propietaris, passà al financer reusenc Evarist Fàbregas, el qual encarregà la restauració i l'engrandiment a l'arquitecte, també reusenc, Josep Simó i Bofarull. Fou venut a l'exèrcit espanyol i hi tenia estada el coronel que comandava el Campament militar de "los Castillejos". Actualment abandonada la seva utilització. S'hi noten reformes de cap al 1915.